# Комедианты (фильм, 1975)
«Комедианты» (греч. Ο Θίασος) — греческий драматический фильм 1975 года Теодороса Ангелопулоса, в котором прослеживается история Греции с 1939 по 1952 год.
Картина снималась в период, когда в стране существовала военная диктатура, и Ангелопулос был вынужден представить будущий фильм как экранизацию Орестеи Эсхила, перенесённой во времена оккупации страны Германией. Фильм вышел уже после падения диктатуры, однако новое правительство не выдвинуло его на участие в официальной программе Каннского кинофестиваля, посчитав, что в картине выражен крайне левый взгляд на исторические события середины XX века. Тем не менее, фильм был удостоен приза ФИПРЕССИ в рамках фестиваля.

## Сюжет
Театральная труппа странствует по Греции, пытаясь играть одну и ту же пасторальную пьесу на фоне потрясений, происходящих со страной в годы Второй мировой и гражданской войн, при этом судьбы актёров отображают древнегреческий миф об Оресте.

## В ролях
| Актёр               | Роль         |
| ------------------- | ------------ |
| Ева Котаманиду      | Электра      |
| Алики Георгули      | Клитемнестра |
| Вангелис Казан      | Эгисф        |
| Кириакос Катриванос | Пилад        |
| Стратос Пахис       | Агамемнон    |

## Критика
Фильм сделал режиссёра известным во всём мире и получил высокую оценку критиков. В частности, критик Питер Паппас заметил, что «это важный фильм не только для греков, но и для каждого, кого интересует будущее кинематографа».
Фильм вошёл в список лучших фильмов всех времён, составленный в 2012 году по результатам опроса Британского института кино (опубликован в журнале Sight & Sound), расположившись на 102-м месте.
В числе своих любимых фильмов «Комедиантов» отмечал Акира Куросава.

## Награды
- Приз ФИПРЕССИ на Каннском кинофестивале 1975 года
- Sutherland Trophy на Лондонском кинофестивале 1975 года[7]